# 格闘技

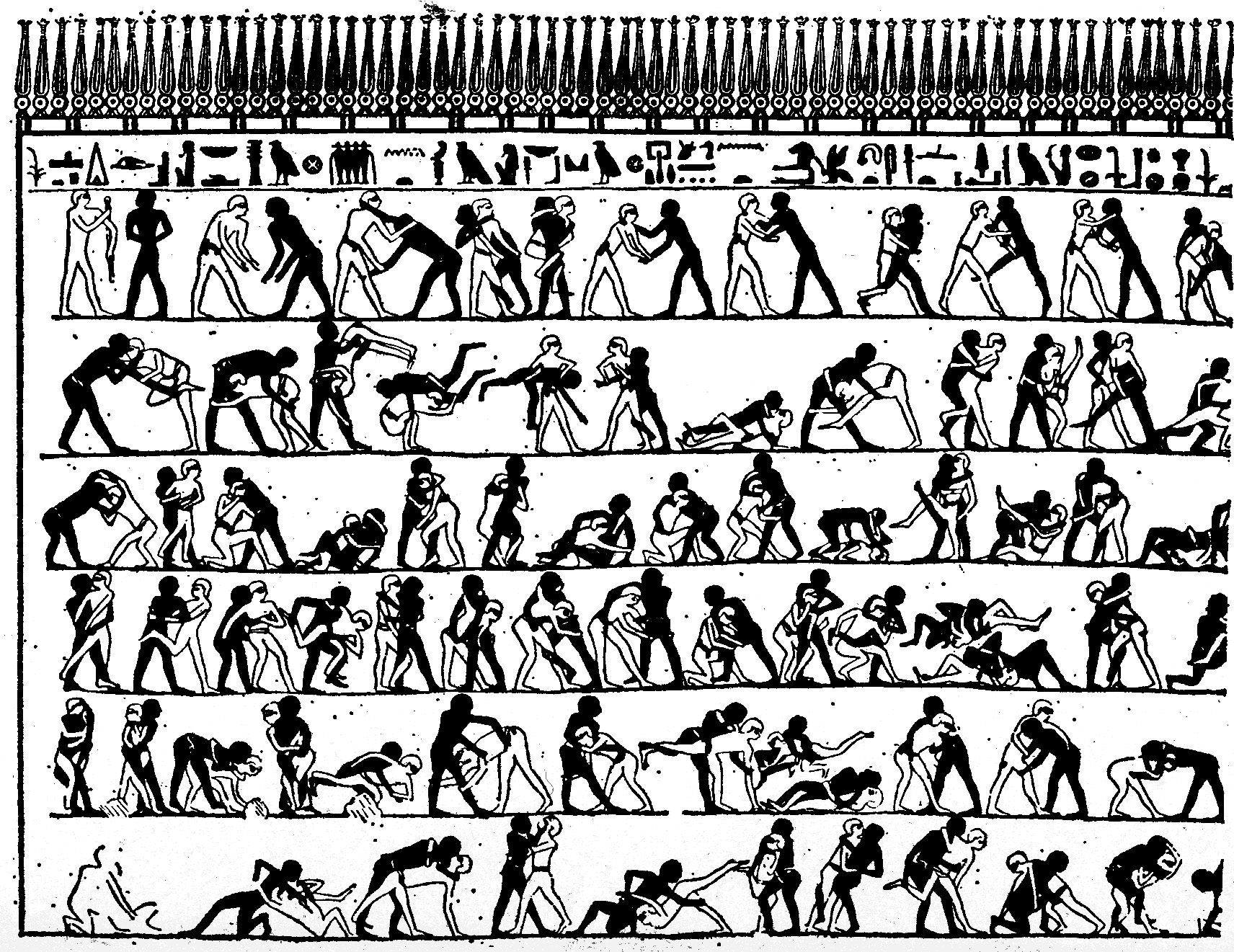
紀元前2000年ごろのベニハッサンにある墓の壁画に格闘技を行っている様子が描かれている。

格闘技（かくとうぎ）は、自身の体での攻撃や防御を行う技術、もしくはスポーツ、あるいはそれを基にした興行のことである。挌闘技とも表記される。格技、挌技（かくぎ）武術（ぶじゅつ）、体技（たいぎ）、マーシャルアーツ（Martial Arts）とも呼ばれる。
狭義では、素手で組み合ったり、手足で打ち合ったりする形式の競技（近接格闘術）のことである。ルールが明文化され近代スポーツとしての体裁を整えた主として武術由来の試合競技を指す。武術というと武器を使用する技術の体系が含まれるが徒手のそれもあり、ほぼ格闘技と重なる。

## 歴史および定義
紀元前3千年紀初頭にはボクシングやレスリングの記録がメソポタミアで残されている。古代オリンピックではレスリングやボクシング、パンクラチオンが正式種目のひとつとなっていた。もともとは、戦場などでの使用を目的とした戦闘技術体系（後述）が、競技化されたものも多い。
決闘、喧嘩および闘争とは異なり、格闘技は競技の分類の1つである（決闘の定義については「決闘罪ニ関スル件」を参照）。安全性、実戦性、観戦者への娯楽性、競技者の満足等に鑑みて競技ごとに様々なルール（競技規則、禁止行為）が設けられている。ボクシングでは、ナックル以外の部位を使用する攻撃、および上半身の前側面以外の部位に対する攻撃はルールで禁じられている。また、試合を興行として行う例も数多い。
他の競技と比して特徴的な点がいくつかある。1つが「1対1」である。エキシビションマッチなどのわずかな場合を除き、試合場内に同時に3人以上の競技者が存在することはない。団体戦にしても1対1を何回か繰り返すものである。
一定の基準を満たす攻撃が成功した場合（例：柔道の投げ技による一本）や特定の状態に持ち込まれた場合（例：ボクシングのKO）には、試合時間やそれまでのポイントにかかわらず、試合の決着がつく点である。つまり、一発逆転のチャンスがあると言える。加えて、大抵の格闘技で、制限時間が定められており、ほぼすべての競技で、引き分けの回避、試合時間の短縮などを目的にポイント制が導入されている。
他方で対戦を前提としない種目もある。例えばそれぞれの流派に含まれる技法を一定の順で演じるもの、あるいはそれを組み合わせて対戦の様子を再現したりするものである。空手における『型』や中国武術における表演などがあり、これらは個人で行われるものから3人以上で演じられるものもあり、総じて採点制で行われる。どういう行為が認められているかで大きく分けて3種に分けられる。
1. 打撃系
殴る蹴るという行為が認められていて、つかむ投げるなどの行為が認められていない競技。ボクシングや空手など。相手に攻撃を当て、実際のダメージにより勝敗を決する場合（直接打撃制）と、実際に与えたダメージでなく、しっかり当たったかにより勝敗を決する場合がある。前者の例がボクシングであり、後者が空手である。またシュートボクシング、ムエタイ、ラウェイ、散打のように基本は打撃攻撃で、一部つかみながらの攻撃（首相撲、投げ、立ち関節）を認めているものもある。
2. 組技系
つかむ投げるなどの行為が認められていて、殴る蹴るという行為が認められていない競技。相手を倒すまでの攻防がメインの競技と、倒してからの攻防がメインの競技がある。相撲、レスリング、柔道などがある。
3. 総合系 
殴る蹴る、つかむ投げる絞めるの両者が認められている競技。

### 種類
打撃系格闘技 - 組技系格闘技 - 総合格闘技
打撃系格闘技
打撃技（突き技、蹴り技など）を主体とする格闘技。中国武術、空手、テコンドー、ボクシング、キックボクシング、シュートボクシング、ムエタイ、ラウェイ、サバット、散打などがある。ちなみに中国武術は、少林拳などの「北派（外家拳）」、太極拳などの「北派（内家拳）」、洪家拳などの「南派武術」に分類される。
組技系格闘技
組技（投げ技、絞め技、関節技、フォール技、固技など）を主体とする格闘技。柔道、ブラジリアン柔術、サンボ、キャッチ、レスリング、相撲、合気道などがある。ちなみにレスリングにはグレコローマンスタイルとフリースタイルがある。
総合格闘技
打撃技、組技、立技、寝技の要素を含有する格闘技。修斗、日本拳法、大道塾空道、ヨーロピアン柔術（JJIF）などがある。
着衣格闘技 - 裸体格闘技
組技の有る格闘技において規則上、着衣を掴めるか掴めないかは重要である。着衣の有無より掴むことを認めるかどうかで分類される。相撲はまわしを掴めるので着衣格闘技に分類される。
柔道、相撲、空手、合気道の日本武道は「素足の文化」、ボクシング、レスリング、サンボ、キャッチ、サバットの西洋格闘技は「靴の文化」とも言える。
着衣格闘技
柔道、相撲、合気道、日本拳法、空道、ブラジリアン柔術、ヨーロピアン柔術（JJIF）、サンボ、散打などがある。
裸体格闘技
レスリング、キャッチ、修斗、ボクシング、キックボクシング、シュートボクシング、ムエタイ、ラウェイなどがある。
立技格闘技
寝技のない格闘技。相撲、空手道、合気道、ボクシング、キックボクシング、シュートボクシング、カンフー、ムエタイ、ラウェイ、サバット、散打などがある。
立技組技系格闘技
寝技がなく組技主体の格闘技。総じて「相撲」とも呼ばれる。護身や戦闘よりも神事、遊戯等を目的にした土着的なものが多い。相撲、ブフ（モンゴル相撲）、シュアイジャオ（中国相撲）、ラム（セネガル相撲）、コシティ（インド相撲）、ヤールギュレシ（トルコ相撲）などがある。

## 戦闘技術としての格闘技
素手や小さな武器を用いた戦闘技術という意味で「格闘技」を用いる用法もある。
その意味で用いられる格闘技、すなわち体系だった近接格闘術には、いくかの種類があり、白兵戦術、逮捕術、護身術などがそれにあたる。武術も意味的にはこれに含まれるが、武術は含めないのが慣習である。ちなみに徒手武術には沖縄武術や古流柔術などがある。
それぞれ状況は異なるが、実際の闘争での戦闘術であり、競技である格闘技における技術とは似て非なるものである。
- 近接格闘術

一般に、軍隊格闘術、軍用格闘技、軍事格闘技などと呼ばれる。競技や興行の格闘技と違い、軍隊が戦争で行なう白兵戦を前提としているため、相手を殺傷することを目的とした技術である。全隊員に短期間で一定の戦闘力を身につけさせるため、習得容易で効果的な技が多い。軍隊では格闘術にあまり重きをおいておらず、体力向上、士気高揚目的という説もある。
ソビエト連邦のコンバットサンボとシステマ、イスラエルのクラヴ・マガ、日本の自衛隊格闘術、ゼロレンジコンバットなどがある。自衛隊格闘術は戦技競技会、徒手格闘選手権大会として競技化されている。
- 逮捕術

警察官が犯人を逮捕するための技術で、主に日本拳法や武道をベースとしている。軍隊格闘術と違い、相手を殺傷するのではなく拘束するのを目的としている。逮捕術も競技化されている。
- 護身術

自分の身体を防護することを目的とした技術であり、相手を攻撃することのみを目的としているのではなく、危険に近づかない知識や安全に逃れる方法を含む。
伝統武術系護身術としては、截拳道系、戸隠流系、シラット系、合気道系、カジュケンボ系などが有名である。

## 主な格闘技団体
大相撲
- 日本相撲協会

空手
- 世界空手連盟

ボクシング
- 日本ボクシングコミッション
- 日本プロボクシング協会
- 日本ボクシング連盟
- 東洋太平洋ボクシング連盟
- 世界ボクシング協会
- 世界ボクシング評議会
- 世界ボクシング機構
- 国際ボクシング協会
- 国際ボクシング連盟

女子ボクシング
- 日本女子ボクシング協会
- 女子国際ボクシング協会
- 国際女子ボクサー協会
- 国際女子ボクシング連盟
- 女子国際ボクシング連盟
- G Legend

総合格闘技
- 修斗
- パンクラス
- UFC
- PRIDE
- DEEP
- RIZIN